# Ödeshögs kommun
Ödeshögs kommun (uttal (fil)) är en kommun i Östergötlands län. Centralort är Ödeshög vilket gör kommunen till en av de 42 som har ett tidigare municipalsamhälle som centralort.
Kommunen är belägen vid Vättern och består av småkuperad terräng i söder och slättland i norr. Kommunen har sedan 1980-talet haft en nedåtgående befolkningstrend med en minskning från 6228 till 5236 år 2015. 
Mellan åren 2006 och 2016 styrdes kommunen av den borgerliga alliansen, men samarbetet bröt ihop och sedan 2016 ingår Socialdemokraterna i en koalition med Kristdemokraterna och Centerpartiet, en koalition som fortsatte efter valet 2018. 
Ödeshögs kommun är starkt förknippad med fornlämningar från järnåldern och medeltiden.

## Administrativ historik
Kommunens område motsvarar socknarna Heda, Rök, Stora Åby, Svanshals, Trehörna, Västra Tollstad och Ödeshög, alla i Lysings härad. I dessa socknar bildades vid kommunreformen 1862 landskommuner med motsvarande namn. 
Ödeshögs municipalsamhälle inrättades 31 mars 1922 och upplöstes vid utgången av 1956. Vid kommunreformen 1952 införlivades Stora Åby landskommun i Ödeshögs landskommun och övriga landskommuner uppgick i den då bildade Alvastra landskommun.
1969 införlivades Alvastra landskommun i Ödeshögs landskommun. Ödeshögs kommun bildades vid kommunreformen 1971 genom ombildning av Ödeshögs landskommun. Kommunen ingick från bildandet till 28 februari 2002 i Mjölby domsaga (före 1 januari 1975 kallad Folkungabygden) och ingår sen dess i Linköpings domsaga.

## Geografi
Kommunen ligger vid Vättern i västra Östergötland och gränsar i norr mot Vadstena kommun, i öster mot Mjölby och Boxholms kommuner samt i söder mot Tranås och Jönköpings kommuner.

### Topografi och hydrografi
Södra delen av kommunen, kring Hålaveden, är småkuperat och skogsmark, medan norra delen, kring Omberg, utgörs av slättland med kalkhaltig odlingsmark.
Ödeshög är belägen vid Vätterns östra strand och i norra delen av kommunen finns sjön Tåkern, en näringsrik slättsjö med rikt fågelliv. Andra större sjöar är Trehörnasjön och Vagnsjön med arter som gädda, abborre och mört.
Nedan presenteras andelen av den totala ytan 2020 i kommunen jämfört med riket.
|  | Bebyggelse (4,8 %) |

|  | Skog (63,0 %) |

|  | Öppen myrmark (2,0 %) |

|  | Jordbruksmark (26,9 %) |

|  | Övrig mark (3,2 %) |

|  | Bebyggelse (3,1 %) |

|  | Skog (68,0 %) |

|  | Öppen myrmark (7,2 %) |

|  | Jordbruksmark (7,4 %) |

|  | Övrig mark (14,3 %) |

### Naturskydd
Det finns 15 naturreservat i kommunen varav Ombergs bokskog och Stora Lunds naturreservat är de mest besökta. Andra naturreservat är Kråkeryds naturreservat med artik flora. Där växer till exempel Mandelblom, brudbröd, jungfrulin, gullviva och ängshavre. Stora Lund naturreservat var militärt övningsområde under större delen av 1900-talet, men omvandlades senare till reservat. Men den militära epoken har i viss mån bidragit till djurlivet. Länsstyrelsen i Östergötlands län beskriver att "Grova hagmarksträd som skadats av projektiler har blivit fina mat- och boplatser för insekter och fåglar".

### Administrativ indelning
Fram till 2016 var kommunen för befolkningsrapportering indelad i en enda församling: Ödeshögs församling

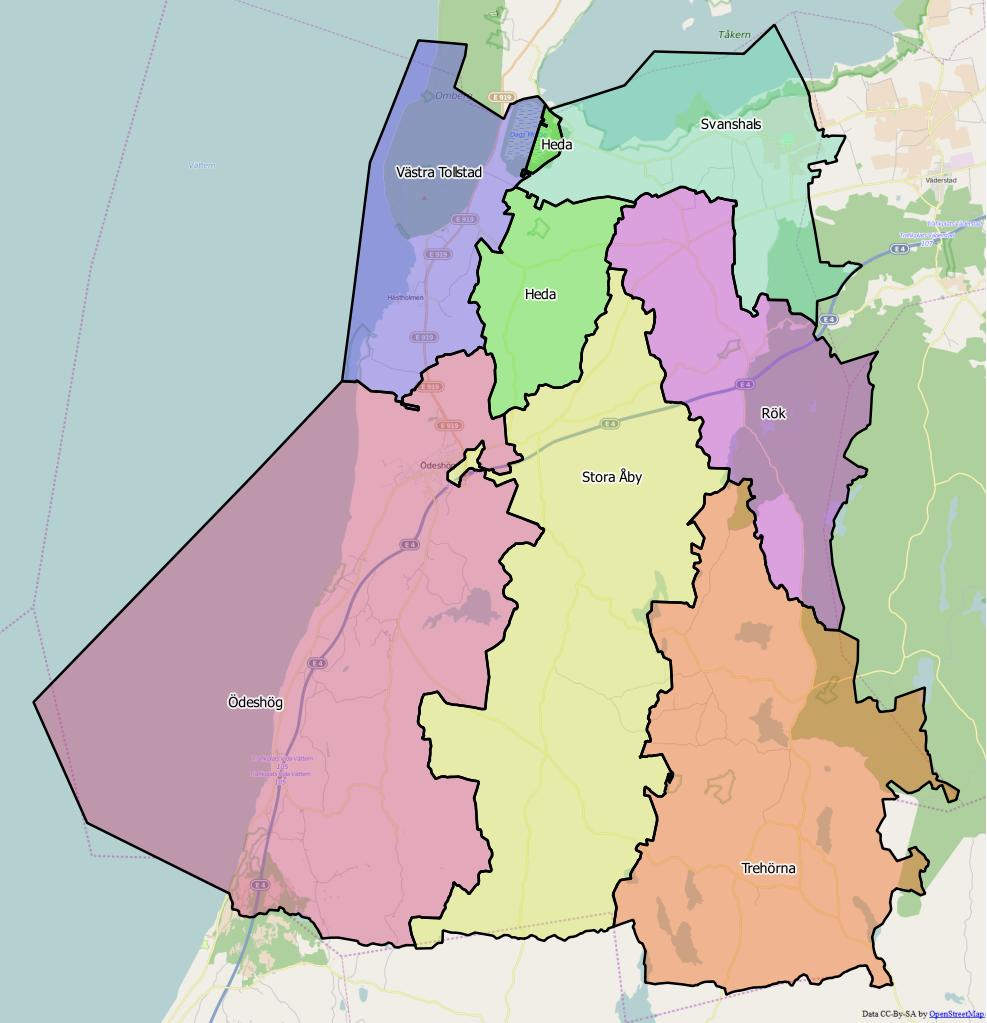
Distrikt (socknar) inom Ödeshögs kommun

Från 2016 indelas kommunen i följande distrikt, vilka motsvarar de tidigare socknarna – Heda, Rök, Stora Åby, Svanshals, Trehörna, Västra Tollstad och Ödeshög.

### Tätorter
Det finns två tätorter i Ödeshögs kommun:
| Nr | Tätort     | Befolkning 2015 |
| -- | ---------- | --------------- |
| 1  | Ödeshög    | 2 554           |
| 2  | Hästholmen | 328             |

## Styre och politik

### Styre
Ödeshögs kommun styrdes 2006-2016 av de fyra allianspartierna Kristdemokraterna, Moderaterna, Centerpartiet och Folkpartiet. Folkpartiet åkte ut ur fullmäktige 2014 och ingick därmed inte längre i samarbetet. I november 2015 hoppade Moderaterna av samarbetet och ny samarbetspartner för Kristdemokraterna och Centerpartiet blev Socialdemokraterna. Efter valet 2018 fortsatte samma koalition styra kommunen, vilka tillsammans innehar 23 av de 35 mandaten i fullmäktige. Sedan valet 2022 styr Moderaterna tillsammans med Socialdemokraterna och Centerpartiet.

### Kommunfullmäktige

#### Presidium
| Presidium 2022–2026    | Presidium 2022–2026 | Presidium 2022–2026 |
| ---------------------- | ------------------- | ------------------- |
| Ordförande             | M                   | Karl Bäck           |
| Förste vice ordförande | S                   | Jeanette Andersson  |
| Andre vice ordförande  | KD                  | Heléne Thunberg     |

Källa:

#### Lista över kommunfullmäktiges ordförande
| Namn | Namn                | Tillträdde      | Avgick          |
| ---- | ------------------- | --------------- | --------------- |
|      | Michael Cornell (C) | tidigast 2010   | 14 oktober 2014 |
|      | Bengt Gideskog (M)  | 15 oktober 2014 | 14 oktober 2018 |
|      | Jonny Ståhl (C)     | 15 oktober 2018 | 24 oktober 2022 |
|      | Karl Bäck (M)       | 24 oktober 2022 |                 |

#### Mandatfördelning 1970–2022
Socialdemokraterna var det största partiet i valen 1970-2006 och Kristdemokraterna var det största partiet i valen 2010 och 2014. Näst största parti var Centerpartiet i valen 1970-2002, Kristdemokraterna i valet 2006 och Socialdemokraterna i valen 2010 och 2014.

Samtliga riksdagspartier har funnits representerade i Ödeshögs kommunfullmäktige, och efter valet 2014 var 6 av de 8 riksdagspartierna representerade. Vänsterpartiet fanns representerade i fullmäktige efter valen 1982-1991 och 1998-2010. Folkpartiet fanns representerade efter valen 1970-1998 samt 2006-2010. Av de nuvarande representerade riksdagspartierna har Socialdemokraterna, Centerpartiet, Kristdemokraterna och Moderaterna alltid funnits representerade sedan valet 1970, Miljöpartiet sedan valet 1988 och Sverigedemokraterna sedan valet 2006. Ödeshögspartiet finns representerat sedan valet 2010. Ösjö Lokalparti fanns representerat efter valet 1985 till och med valet 1994.
| 16 | 14 | 4 | 2 | 5 |

| 35 | 6 |

| 16 | 15 | 3 | 2 | 5 |

| 32 | 9 |

| 16 | 15 | 3 | 2 | 5 |

| 31 | 10 |

| 17 | 13 | 3 | 2 | 6 |

| 32 | 9 |

|  | 17 | 11 | 2 | 2 | 8 |

| 31 | 10 |

|  | 13 | 6 | 9 | 3 | 2 | 7 |

| 29 | 12 |

|  | 14 |  | 4 | 9 | 3 | 3 | 6 |

| 30 | 11 |

|  | 12 | 3 | 4 | 8 | 2 | 4 | 7 |

| 30 | 11 |

| 16 | 4 | 2 | 9 | 2 | 2 | 6 |

| 24 | 17 |

| 3 | 13 | 3 | 9 |  | 6 | 6 |

| 24 | 17 |

| 2 | 14 | 2 | 9 | 8 | 6 |

| 24 | 17 |

|  | 11 | 2 |  | 6 |  | 8 | 5 |

| 20 | 15 |

|  | 6 | 2 |  | 5 | 3 |  | 11 | 5 |

| 23 | 12 |

| 8 | 3 | 3 | 3 | 4 | 10 | 4 |

| 23 | 12 |

| 7 |  |  | 4 | 2 | 4 | 12 | 4 |

| 20 | 15 |

| 7 |  | 6 | 3 | 10 | 8 |

| 22 | 13 |

### Nämnder

#### Kommunstyrelse
| Presidium 2022–2026    | Presidium 2022–2026 | Presidium 2022–2026 |
| ---------------------- | ------------------- | ------------------- |
| Ordförande             | M                   | Jonas Andersson     |
| Förste vice ordförande | S                   | Anders Karlsson     |
| Andre vice ordförande  | KD                  | Jonni Harrius       |

Källa:

#### Lista över kommunstyrelsens ordförande
| Namn | Namn                | Tillträdde     | Avgick           |
| ---- | ------------------- | -------------- | ---------------- |
| C    | Jan-Olof Gustafsson | 1 januari 2003 | 31 december 2006 |
| KD   | Magnus Oscarsson    | 1 januari 2007 | 31 december 2014 |
| KD   | Annicki Oscarsson   | 1 januari 2015 | 31 december 2022 |
| M    | Jonas Andersson     | 1 januari 2023 |                  |

#### Övriga nämnder
| Nämnd                        | Ordförande | Ordförande       | Vice ordförande | Vice ordförande    |
| ---------------------------- | ---------- | ---------------- | --------------- | ------------------ |
| Barn- och utbildningsnämnden | M          | Teodor Johansson | S               | Maria Gustafsson   |
| Samhällsbyggnadsnämnden      | S          | Anders Karlsson  | M               | Stig Widell        |
| Socialnämnden                | S          | Johan Collberg   | C               | Lisbeth Antonsson  |
| Valnämnden                   | S          | Pär Svenningsson | C               | Catarina Johansson |

Källa:

## Ekonomi och infrastruktur

### Näringsliv
Ödeshögs kommuns näringsliv är i hög grad präglat av industrisektorn, vilken utgör en betydande del av arbetsmarknaden. Tillverkningsindustrin står för cirka 15 procent av sysselsättningen och är därmed en av de främsta näringarna i kommunen. Trots detta har även jord- och skogsbruket en betydande närvaro och bidrar med cirka 11 procent av arbetstillfällena, vilket gör det till en betydelsefull sektor för regionen.
Inom industrisektorn finns en bredd av verksamheter, men det är tydligt att verkstadsindustrin har en viss dominans bland de större företagen. Några framstående aktörer inom tillverkningsindustrin inkluderar Danagårds Litho AB, som är specialiserat på tryckeri, Hallins Production AB, som fokuserar på tillverkning av rostfria produkter, och Ödeshögs Mekaniska AB, en etablerad mekanisk verkstad. Samtliga av dessa företag är lokaliserade i centralorten och bidrar till att ge en stabil ekonomisk grund för Ödeshögs kommun.

### Infrastruktur

#### Transporter
Europaväg 4 utgör en viktig transportförbindelse genom kommunen.

## Befolkning

### Demografi

#### Befolkningsutveckling
Kommunen har 5 240 invånare (31 mars 2025), vilket placerar den på 272:a plats avseende folkmängd bland Sveriges kommuner.
| Befolkningsutvecklingen i Ödeshögs kommun 1970–2020 | Befolkningsutvecklingen i Ödeshögs kommun 1970–2020 | Befolkningsutvecklingen i Ödeshögs kommun 1970–2020 | Befolkningsutvecklingen i Ödeshögs kommun 1970–2020 | Befolkningsutvecklingen i Ödeshögs kommun 1970–2020 |
| --------------------------------------------------- | --------------------------------------------------- | --------------------------------------------------- | --------------------------------------------------- | --------------------------------------------------- |
|                                                     |                                                     |                                                     |                                                     |                                                     |
| År                                                  |                                                     |                                                     | Folkmängd                                           |                                                     |
| 1970                                                | 1970                                                |                                                     | 6 052                                               |                                                     |
| 1975                                                | 1975                                                |                                                     | 6 051                                               |                                                     |
| 1980                                                | 1980                                                |                                                     | 6 228                                               |                                                     |
| 1985                                                | 1985                                                |                                                     | 6 042                                               |                                                     |
| 1990                                                | 1990                                                |                                                     | 5 991                                               |                                                     |
| 1995                                                | 1995                                                |                                                     | 5 900                                               |                                                     |
| 2000                                                | 2000                                                |                                                     | 5 688                                               |                                                     |
| 2005                                                | 2005                                                |                                                     | 5 516                                               |                                                     |
| 2010                                                | 2010                                                |                                                     | 5 284                                               |                                                     |
| 2015                                                | 2015                                                |                                                     | 5 236                                               |                                                     |
| 2020                                                | 2020                                                |                                                     | 5 338                                               |                                                     |

### Religion
67,6 procent av invånarna i kommunen var medlemmar i Svenska kyrkan 2019 som består av Ödeshögs församling. Bland kyrkor i kommunen märks Heda kyrka som Svenska kyrkan beskriver som "en av Östergötlands märkligaste kyrkor", med stilar från olika tidsepoker.

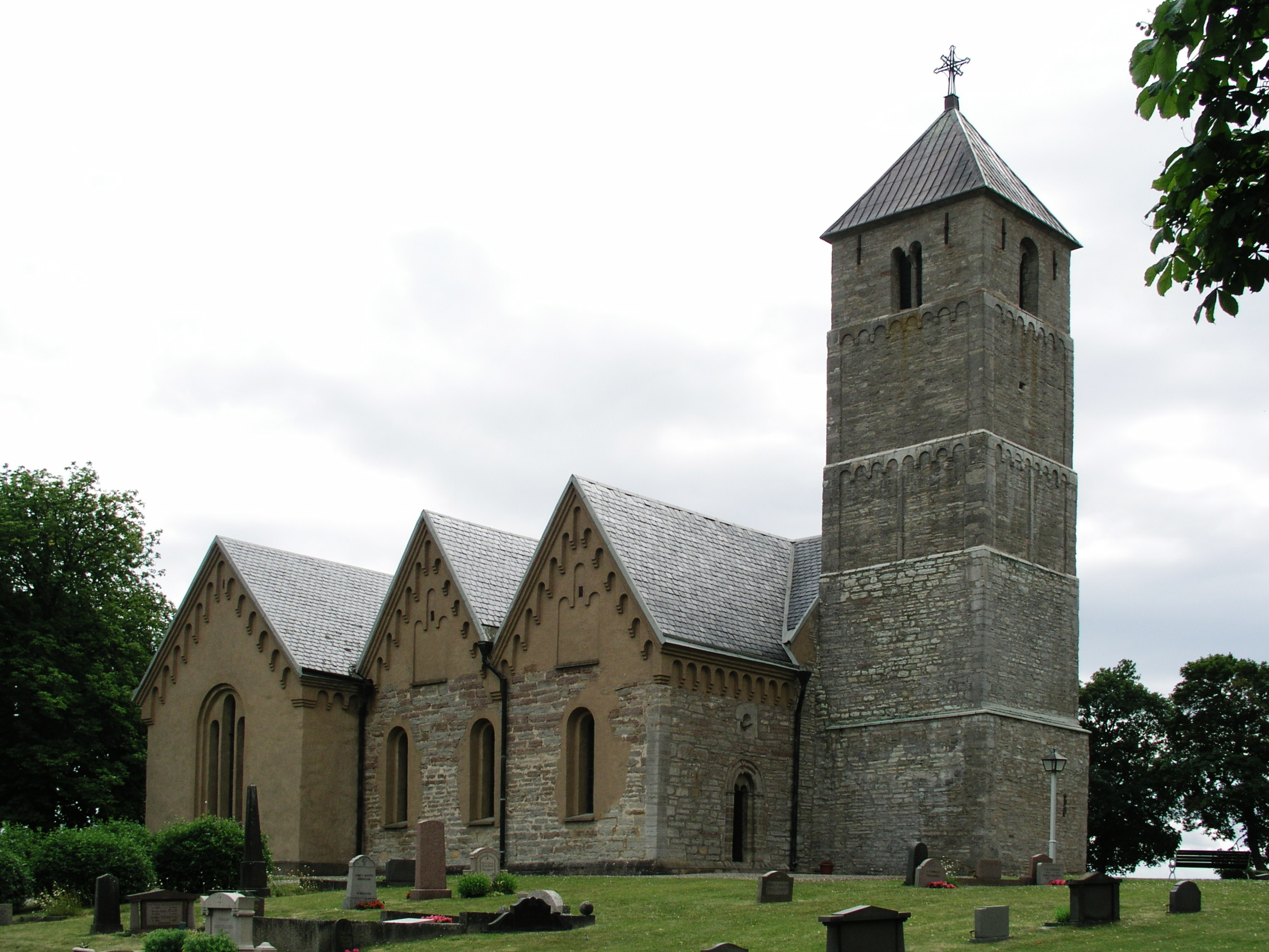
Heda kyrka i Ödeshögs kommun.

## Kultur

### Museum
Det finns ett flertal museer i kommunen, bland dessa Bergska skolmuseet, lantbruksmuseum, Hässelvadets ramsåg och Ellen Keys Strand. Vätterns natur och kultur beskrivs närmare i Vätternrummet.

### Kulturarv
Ödeshögs kommun är starkt förknippad med fornlämningar från järnåldern och medeltiden. Från stenåldern finns Alvastra pålbyggnad som hittats vid Dags mosse. Den är belägen i närheten av Alvastra klosterruin, ett kloster som grundades av franska munkar  tillhörande den mäktiga Cisterciensorden år 1143. Andra gornfynd är exempelvis Hällristningarna vid Hästholmen och Rökstenen.

### Kommunvapen
Blasonering: I rött fält en uppskjutande abbotstav, åtföljd på dexter sida av en uppåtgående måne och på sinister sida av en sexuddig stjärna, alla av guld.
Vapnet fastställdes 1951 för Alvastra landskommun och motivet är hämtat från sigillet för Alvastra klosters abbot under 1300-talet. Vid sammanläggningen av Alvastra och Ödeshögs landskommuner 1969 bidrog Ödeshög med namnet medan Alvastra bidrog med kommunvapnet. Vapnet registrerades hos PRV för den nya kommunen 1974.
"Dexter" och "sinister" är heraldisk terminologi för "höger" respektive "vänster", vilket dock ur betraktarens (din) synvinkel avser motsatt sida.

Alvastra landskommun (1951–69)
Ödeshögs landskommun (1969–1970)